# الخوبة (الشعر)

تعديل مصدري - تعديل

الخوبة محلة تابعة لقرية شعب، التابعة لعزلة المفتاح بمديرية الشعر إحدى مديريات محافظة إب في الجمهورية اليمنية، بلغ تعداد سكانها 36 حسب تعداد اليمن لعام 2004.